# Wiesmann Auto-Sport
Wiesmann — немецкий производитель автомобилей класса люкс. Штаб-квартира находится в Дюльмене.
Компания основана в 1988 году и названа по именам её создателей — Фридхельма и Мартина Висманнов. Логотип Wiesmann изображает геккона, потому что автомобили Wiesmann «прилипают к дороге так же как гекконы к стенам».
Изначально компания занималась строительством жестких крыш для кабриолетов, чем продолжает заниматься и сейчас. Работа над первым родстером компании была завершена в 1993 году. К 2006 году компания выпускала три модели — родстеры Wiesmann MF 3 и MF 30 и купе Wiesmann MF 4. Все эти модели агрегатировались двигателями и коробками передач производства BMW.
Компания выпускает всего около 50 автомобилей в год, причём для того, чтобы купить их, требуется записаться за полгода. Последней новинкой компании стал Wiesmann GT MF5, официально представленный в 2007 году во Франкфурте на выставке IAA.
В планах компании было начать экспорт продукции в США в 2010 году, но по последним сообщениям пока Wiesmann не начинает продавать автомобили в Штатах из-за высоких пошлин и большой стоимости модификации и тестирования автомобилей для удовлетворения требований к транспортным средствам в этой стране.
В 2013 году компания Wiesmann начала процедуру банкротства. В начале декабря 2013 из мюнстерского суда заявление о банкротстве было отозвано. Но в мае 2014 года компания всё же прекратила своё существование.

## Модельный ряд

### MF 30
MF 30 — классический открытый двухместный родстер.

#### Технические характеристики
| Шасси                     | Горячеоцинкованная сталь с алюминиевым покрытием                           |
| Кузов                     | Высококачественное укрепленное стекловолокно                               |
| Двигатель                 | 6-цилиндровый BMW 2,979л                                                   |
|                           | Максимальная мощность 170 kW/231 л.с. при 5,900 об/мин                     |
|                           | Максимальный крутящий момент 300 Н·м при 3,400 об/мин                      |
| Расход топлива            | Городской цикл 12,8 л/100 км, Загородный цикл 6,9 л/100 км                 |
|                           | Смешанный цикл 9,1 л/100 км                                                |
| Коробка передач           | 5- или 6-ступенчатая механическая или 6-ступенчатая секвентальная (SMG II) |
| Тип привода               | Задний привод                                                              |
| Скоростные характеристики | Максимальная скорость 230 км/ч                                             |
|                           | Разгон: 0 −100 км/ч: 5.9 с.                                                |
| Подвеска                  | Типа МакФерсон                                                             |
| Вес                       | 1080 кг                                                                    |
| Габариты                  | Длина 3.86 м / Ширина 1.75 м / Высота 1.16 м                               |

### MF 3
MF 3 — Отличается от MF 30 только двигателем.

#### Технические характеристики
| Шасси                     | Горячеоцинкованная сталь с алюминиевым покрытием                           |
| Кузов                     | Высококачественное укрепленное стекловолокно                               |
| Двигатель                 | 6-цилиндровый BMW 3,246 л                                                  |
|                           | Максимальная мощность 252 kW/343 л.с. при 7,900 об/мин                     |
|                           | Максимальный крутящий момент 365 Н·м при 4,900 об/мин                      |
| Расход топлива            | Городской цикл 17,8 л/100 км, Загородный цикл 8,4 л/100 км                 |
|                           | Смешанный цикл 11,1 л/100 км                                               |
| Коробка передач           | 5- или 6-ступенчатая механическая или 6-ступенчатая секвентальная (SMG II) |
| Тип привода               | Задний привод                                                              |
| Скоростные характеристики | Максимальная скорость 255 км/ч                                             |
|                           | Разгон: 0 −100 км/ч: 4.9 с.                                                |
| Подвеска                  | Типа МакФерсон                                                             |
| Вес                       | 1180 кг                                                                    |
| Габариты                  | Длина 3.86 м / Ширина 1.75 м / Высота 1.16 м                               |

### GT MF 4
GT MF 4 — закрытый двухместный автомобиль, более мощный чем другие модели. Впервые произведен в 2003 году.

#### Технические характеристики
| Шасси                     | Алюминий                                                   |
| Кузов                     | Высококачественное укрепленное стекловолокно               |
| Двигатель                 | 8-цилиндровый BMW 4,799 л                                  |
|                           | Максимальная мощность 270 kW/367 л.с. при 6,300 об/мин     |
|                           | Максимальный крутящий момент 440 Н·м при 3,500 об/мин      |
| Расход топлива            | Городской цикл 17,2 л/100 км, Загородный цикл 8,6 л/100 км |
|                           | Смешанный цикл 11,6 л/100 км                               |
| Коробка передач           | 6-ступенчатая механическая                                 |
| Тип привода               | Задний привод                                              |
| Скоростные характеристики | Максимальная скорость 280 км/ч                             |
|                           | Разгон: 0 −100 км/ч: 4.6 с.                                |
| Вес                       | 1240 кг                                                    |
| Габариты                  | Длина 4.3 м / Ширина 1.85 м / Высота 1.20 м                |